# Новокамалинский сельсовет
Новокамалинский сельсовет — сельское поселение в Рыбинском районе Красноярского края.
Административный центр — деревня Новокамала.

## История
Статус и границы сельского поселения установлены Законом Красноярского края от 18 февраля 2005 года № 13-3019 «Об установлении границ и наделении соответствующим статусом муниципального образования Рыбинский район и находящихся в его границах иных муниципальных образований»

## Население
| 2010 | 2012  | 2013  | 2014  | 2015  | 2016  | 2017  |
| ---- | ----- | ----- | ----- | ----- | ----- | ----- |
| 1812 | ↗1827 | ↗1850 | ↗1864 | ↘1857 | ↗1943 | ↘1897 |

## Состав сельского поселения
| № | Населённый пункт | Тип населённого пункта       | Население |
| - | ---------------- | ---------------------------- | --------- |
| 1 | Воскресенка      | деревня                      | 173       |
| 2 | Гмирянка         | село                         | 261       |
| 3 | Ивановка         | село                         | 215       |
| 4 | Михалевка        | деревня                      | 20        |
| 5 | Новокамала       | село, административный центр | ↘1099     |
| 6 | Спасовка         | деревня                      | 44        |

## Местное самоуправление
Новокамалинский сельский Совет депутатов
Дата избрания: 13.09.2015. Срок полномочий: 5 лет. Количество депутатов:  10
Глава муниципального образования
- Михель Владимир Яковлевич. Дата избрания: 24.08.2015. Срок полномочий: 5 лет